# Sarcophyton crassum
Sarcophyton crassum is een zachte koraalsoort uit de familie Alcyoniidae. De koraalsoort komt uit het geslacht Sarcophyton. Sarcophyton crassum werd in 1946 voor het eerst wetenschappelijk beschreven door Tixier-Durivault. 